# Wormatia Worms (Frauenfußball)
Der Verein für Rasenspiele Wormatia 08 Worms, kurz Wormatia Worms, ist ein Fußballverein aus Worms in Rheinland-Pfalz. Erstmals verfügte der Verein zwischen 1971 und 1991 über eine Frauenfußballabteilung. Im Jahr 2006 wurde die Frauenabteilung von Wormatia Worms neugegründet.
2018 gelang der ersten Mannschaft der Aufstieg in die drittklassige Regionalliga Südwest. Die zweite Mannschaft spielt in der Landesliga Rheinhessen. Seit der Saison 2015/16 gibt es außerdem jeweils eine B-, C- und D-Juniorinnenmannschaft, die teilweise vom SV Leiselheim übernommen wurden.

## Geschichte

### 2006–2017: Anfänge im unterklassigen Fußball
Nachdem sich die Frauenabteilung zur Saison 2006/07 neugegründet hatte und in der Bezirksliga an den Start gegangen war, schaffte die Mannschaft den Aufstieg in die Verbandsliga in der Saison 2008/09 ohne Punktverlust. Gleich in der ersten Saison in der Verbandsliga belegte die Mannschaft aus Worms den dritten Platz und spielte mit um den Aufstieg in die Regionalliga Südwest.
Auch in den folgenden Spielzeiten kämpfte die Wormatia um den Aufstieg in die Regionalliga und in der Saison 2012/13 verpasste man hinter Schott Mainz knapp den Meistertitel und damit den Aufstieg. In der Saison 2015/16 belegte man punktgleich mit den FC Speyer 09 am Saisonende den ersten Platz und über den Aufstieg in die Regionalliga musste ein Entscheidungsspiel entscheiden. In diesen verlor die Wormatia mit 1:3 gegen Speyer und verpasste den Aufstieg.

### 2017–2018: Aufstieg in die Regionalliga
Nachdem in der Saison 2016/17 erneut der Aufstieg verpasst wurde, schaffte die Mannschaft aus Worms in der Saison 2017/18 den ersehnten Aufstieg in die Regionalliga. Mit zwei Punkten Vorsprung und einen Torverhältnis von +103 wurde die Mannschaft vor dem FFV Fortuna Göcklingen Meister. Nach nur einer Saison stiegen die Wormserinnen direkt wieder ab.